# アメノワカヒコ
アメノワカヒコ（天若日子、天稚彦）は、日本神話に登場する神。アメワカヒコ、アマノワカヒコともする。

## 概要
葦原中国平定において、天津国玉神（アマツクニタマ）の子として登場する。天津国玉神の系譜の記述はない。

## 記述

### 古事記
葦原中国を平定するに当たって、遣わされた天之菩卑能命（アメノホヒ）が3年たっても戻って来ないので、次に天若日子が遣わされた。
しかし、天若日子は大国主神の娘下照比売（シタテルヒメ）と結婚し、葦原中国を得ようと企んで8年たっても高天原に戻らなかった。そこで天照大御神と高御産巣日神（タカミムスビ）は雉の鳴女（ナキメ）を遣して戻ってこない理由を尋ねさせた。すると、その声を聴いた天佐具売（アメノサグメ）が、不吉な鳥だから射殺すようにと天若日子に勧め、彼は遣わされた時に高皇産巣日神から与えられた弓矢（天羽々矢と天之麻迦古弓）で雉を射抜いた。
その矢は高天原まで飛んで行った。その矢を手にした高皇産巣日神（『古事記』では高木神）は、「天若日子に邪心があるならばこの矢に当たるように」と誓約をして下界に落とす。すると、その矢は寝所で寝ていた天若日子の胸に刺さり、彼は死んでしまった。
天若日子の死を嘆く下照比売の泣き声が天まで届くと、天若日子の父の天津国玉神は下界に降りて葬儀のため喪屋を建て八日八夜の殯をした。下照姫の兄の阿遅鉏高日子根神（アヂスキタカヒコネ）も弔いに訪れたが、彼が天若日子に大変よく似ていたため、天若日子の父と妻が「天若日子は生きていた」と言って抱きついた。すると阿遅鉏高日子根神は「穢らわしい死人と見間違えるな」と怒り、神渡剣を抜いて喪屋を切り倒し、蹴り飛ばしてしまった。喪屋が飛ばされた先は美濃の藍見の喪山だという。

## 考証
名前の「ワカヒコ」は若い男の意味である。これが神名ではなく普通名詞だったため、「神」「命」「尊」の尊称が付かないとする説がある。また、天津神に反逆したためであるとする説もある。
天若日子の喪屋は『古事記』では地上に作ったとあるが、『日本書紀』では疾風（はやち）に遺体を上げさせて、喪屋は天に作ったとある。
天若日子と阿遅鉏高日子根神がそっくりだったということで、本来同一の神であったとする説もある。すなわち、アメノワカヒコの死とアヂスキタカヒコネとしての復活であり、これは穀物が秋に枯れて春に再生する、または太陽が冬に力が弱まり春に復活する様子を表したものであるとする。

## 伝承・信仰
下照姫との恋に溺れて使命を放棄し、その罪によって亡くなるという悲劇的かつ反逆的な神として、民間では人気があった。平安時代の『うつほ物語』、『狭衣物語』などでは天若御子の名で、室町時代の『御伽草子』に収録されている『天稚彦草子』では天稚彦の名で登場し、いずれも美男子として描かれている。
天若日子を唆した天探女が「アマノジャク」の元となったとする説があるが、天若日子の「天若」が「アマノジャク」とも読めることから、天若日子がアマノジャクだとする説もある。
穀物神として安孫子神社（愛知郡秦荘町）、下照姫の配神として賣布神社（宝塚市）、倭文神社（東伯郡湯梨浜町）などに祀られているが、祀る神社は少ない。

## 祀る神社
- 喪山天神社（岐阜県美濃市大矢田） - 祭神  - 大矢田神社の境内社。
- 天王山祖霊神社（岐阜県美濃市大矢田） - 主祭神
- 安孫子神社（滋賀県愛知郡愛荘町安孫子） - 主祭神
- 天稚彦神社（滋賀県犬上郡豊郷町高野瀬） - 主祭神
- 天稚神社（京都府南丹市日吉町殿田向山） - 主祭神
- 賣布神社（兵庫県宝塚市売布山手町） - 配祀
- 倭文神社（鳥取県東伯郡湯梨浜町） - 主祭神